# Coelioxys bifoleata
Coelioxys bifoleata är en biart som beskrevs av Pasteels 1968. Coelioxys bifoleata ingår i släktet kägelbin, och familjen buksamlarbin. Inga underarter finns listade i Catalogue of Life.